# Форстер, Эдвард (младший)
Эдвард Форстер-младший (12 октября 1765, Уолтемстоу, Большой Лондон — 21 февраля 1849, Вудфорд) — английский банкир и ботаник.

## Биография
Родился 12 октября 1765 года на Вуд-стрит, Уолтемстоу, в семье Эдварда Форстера-старшего и его жены Сюзанны, третий и младший сын; ботаники Томас Фурли Форстер и Бенджамин Меггот Форстер были его братьями, а Сюзанна Дороти Форстер — сестрой. Получил коммерческое образование в Нидерландах и поступил на работу в банкирский дом Forster, Lubbocks, Forster, & Clarke.
В пятнадцать лет начал изучать ботанику в Эппингском лесу. Вместе с братьями он выращивал в саду своего отца почти все травянистые растения, которые тогда культивировались, и составил списки растений графства для издания Гофа «Камден» (1789). Он стал одним из первых членов Линнеевского общества, основанного в 1788 году, в 1816 году был избран казначеем, а в 1828 году — вице-президентом. Вместе со своими братьями он был одним из главных основателей приюта для обездоленных на Хакни-роуд.

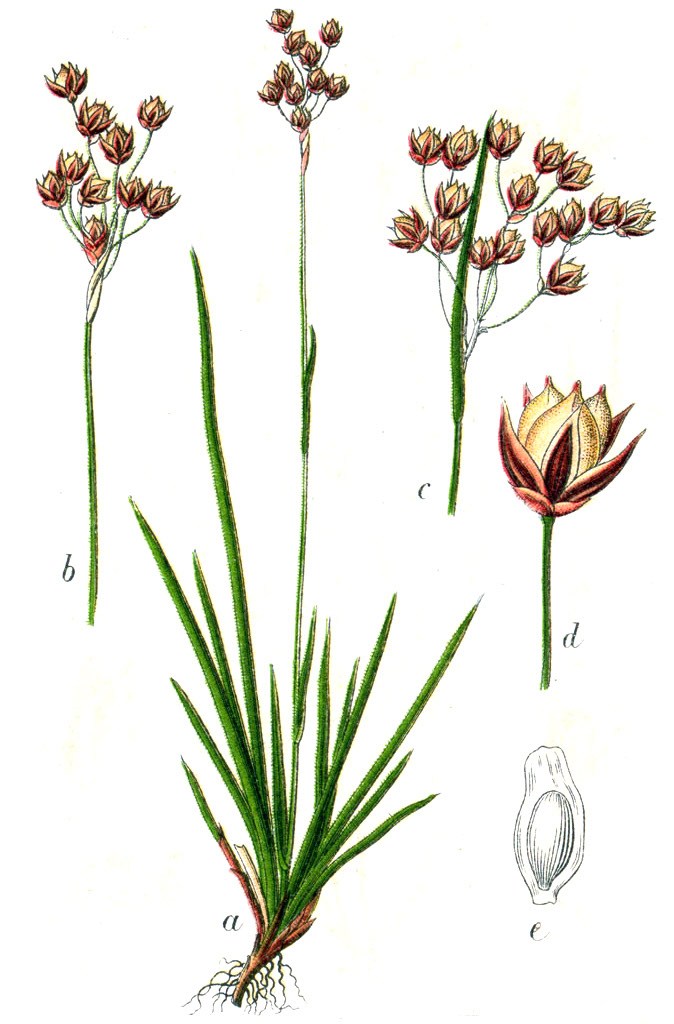
Luzula forsteri

В 1796 году Форстер женился на Мэри Джейн, единственной дочери Абрахама Гринвуда, который умер в 1846 году, не оставив после себя наследников.
Форстер жил в основном в Хейл-Энде, Уолтемстоу, но на момент смерти находился в Айви-Хаусе, Вудфорд, Лондон. Скончался от холеры 23 февраля 1849 года, через два дня после инспекции приюта на Хакни-роуд по случаю вспышки заболевания. Был похоронен в семейном склепе в Уолтемстоу. После его смерти его библиотека и гербарий, собранные во многих уголках Англии, были проданы. Роберт Браун купил гербарий и подарил его Британскому музею.
Вид Luzula forsteri был назван в честь Форстера.

## Работы
В 1817 году Форстер опубликовал каталог британских птиц. Впоследствии он сосредоточился на ботанике. Печатал статьи о важнейших видах британских растений в журналах Transactions of the Linnean Society, Annals and Magazine of Natural History и The Phytologist.
Форстер собирал материал по флоре Эссекса. Несколько описанных им видов вошли в издание Supplement to English Botany (1834).